# Панграмма
Панграмма (с греч. — «все буквы»), или разнобуквица, — короткий текст, использующий все или почти все буквы алфавита, по возможности не повторяя их.

## Применение

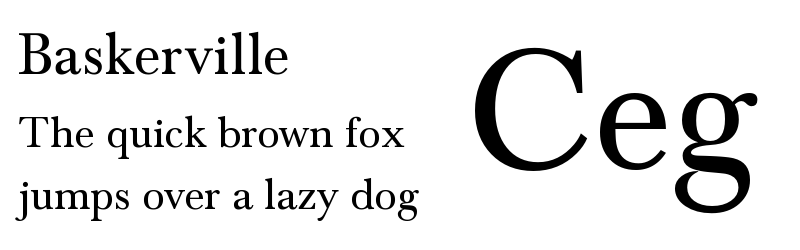
Демонстрация шрифта Баскервиль с помощью панграммы

Кроме очевидных применений панграмм: демонстрации шрифтов, проверки передачи текста по линиям связи, тестирования печатающих устройств и т. п., было предложено их использование в стеганографии.
В японском языке панграмма «Ироха» используется в качестве одного из эквивалентов алфавитного ряда с XI века.

## История
Надёжных источников по истории панграмм, видимо, не существует, но панграммы на латинице известны по крайней мере с середины XIX века, когда Август де Морган обсуждал фразу англ. I, quartz pyx, who fling muck beds.
В 1875 году Ч. Бомбо (англ. C. C. Bombaugh) ссылается на древнеримского поэта IV века н. э. Авсония, который якобы писал стихи, содержащие все буквы алфавита, но не приводит примеров.
Популярный текст англ. The quick brown fox jumps over the lazy dog был известен уже к 1885 году. В 1920-х годах Ансон Элби (англ. Anson D. Elby) приводит 37 англоязычных панграмм.

## Типы панграмм
Лингвисты традиционно выделяют осмысленные фразы-панграммы, в которых все буквы алфавита встречаются ровно один раз. Поскольку такие панграммы в некоторых языках очень трудно составить, обычно допускаются отклонения от этого идеала: повторения некоторых букв, использование сокращений, взаимная замена букв J / I и U / V в соответствии с древнеримской традицией. Без таких вольностей смысл идеальных панграмм в английском языке трудно понять, например, англ. Veldt jynx grimps waqf zho buck (26-буквенная панграмма из книги рекордов Гиннеса) описывает маловероятную ситуацию, когда вертишейка из велда карабкается по быку-хайнаку, принадлежащему вакуфу (пуристы также указывают на другой недостаток этой фразы, кроме очевидных географических нестыковок: отсутствие необходимых артиклей).
Составители другого типа панграмм стремятся минимизировать общее число слов, не пытаясь составить из этих слов фразу. В английском языке для этого требуется всего четыре слова — сильно помогает англ. Fjordhungkvisl (ручей в Исландии), кроме него, используются англ. Pecq (город Пек), англ. wamb (устаревшее правописание слова англ. womb, «матка») и экзотическое слово англ. zyxt (форма глагола англ. see, последнее слово оксфордского словаря). Если ограничиться популярными словами из карманного словаря Уэбстера, то для английского языка задача оказывается неразрешимой: не удаётся собрать вместе слова с более чем 25 неповторяющимися буквами алфавита.
Росс Эклер также указывает на другие похожие задачи, например, нахождение слова с наибольшим числом неповторяющихся букв.
Ли Сэллоус (англ. Lee C. F. Sallows) предлагает вариант, который он называет «автограммы»: текст, содержание которого описывает его алфавитный состав: Only the fool would take trouble to verify that his sentence was composed of ten a’s, three b’s, four c’s … и т. д.

## Панграммы врусском языке
Большой набор панграмм приводит в своём «Ководстве» А. А. Лебедев:
Без «ъ» или «ё» используются для проверки телеграфной (телетайпной) связи (в ней данные буквы не применяются):
- В чащах юга жил бы цитрус? Да, но фальшивый экземпляр!
- Друг мой эльф! Яшке б свёз птиц южных чащ!

Каждая буква по одному разу:
- Любя, съешь щипцы, — вздохнёт мэр, — кайф жгуч.
- Шеф взъярён тчк щипцы с эхом гудбай Жюль.
- Эй, жлоб! Где туз? Прячь юных съёмщиц в шкаф.
- Экс-граф? Плюш изъят. Бьём чуждый цен хвощ!
- Эх, чужак! Общий съём цен шляп (юфть) — вдрызг!
- Эх, чужд кайф, сплющь объём вши, грызя цент.
- Чушь: гид вёз кэб цапф, юный жмот съел хрящ.

Используемые в операционных системах:
- Microsoft использует в fontview.exe для кириллических шрифтов без частицы «же» панграмму: Съешь [же] ещё этих мягких французских булок да выпей чаю.
- В KDE используется панграмма: Широкая электрификация южных губерний даст мощный толчок подъёму сельского хозяйства.
- В GNOME используется панграмма: В чащах юга жил бы цитрус? Да, но фальшивый экземпляр!
- В macOS используется панграмма: Вступив в бой с шипящими змеями — эфой и гадюкой — маленький, цепкий, храбрый ёж чуть не съел их.

## Панграммы в других языках
- Азербайджанский:
  - Zəfər, jaketini də, papağını da götür, bu axşam hava çox soyuq olacaq.
    - Зафар, бери и жакет, и кепку, вечером будет очень холодная погода.
- Английский:
  - The quick brown fox jumps over the lazy dog.
    - Шустрая бурая лисица прыгает через ленивого пса.

  - Jackdaws love my big sphinx of quartz.
    - Галки обожают моего большого сфинкса из кварца.

  - The five boxing wizards jump quickly.
    - Пятеро боксирующих волшебников быстро подпрыгивают.
- Армянский:
  - Բել դղյակի ձախ ժամն օֆ ազգությանը ցպահանջ չճշտած վնաս էր եւ փառք։
    - Левое время замка Бель было неутешительным ущербом и славой национальному народу.
- Баскский:
  - Permin gox dabiltzu yoskiñ.[9]
    - Фермин рано идёт к вам и шьёт.

  - Bungalow, cava, ferry, ñu, puma, quad eta xah hitzak jaso ditu.
    - Он получил слова «бунгало», «кава», «паром», «гну», «пума», «квадроцикл» и «шах».
- Болгарский:
  - Ах, чудна българска земьо, полюшвай цъфтящи жита.
    - Ах, чудесная болгарская земля, колыхай цветущие хлеба.
- Белорусский:
  - У Іўі худы жвавы чорт у зялёнай камізэльцы пабег пад’есці фаршу з юшкай.
    - В Ивье худой резвый чёрт в зелёном жилете побежал съесть фарш с ухой.

  - Я жорстка заб’ю проста ў сэрца гэты расквечаны профіль, што ходзіць ля маёй хаты.
    - Я жестоко убью просто в сердце этот расцвеченный профиль, ходящий у моего дома.

  - У рудога вераб’я ў сховішчы пад фатэлем ляжаць нейкія гаючыя зёлкі.
    - У рыжего воробья в хранилище под креслом лежат какие-то целебные травы.

  - Гэй, жлоб! Першы факт! Зыр як сокал, хаваючы наймальніц у кладоўку.[10]
    - Эй, жлоб! Первый факт! Смотри как сокол, пряча нанимательниц в кладовку.
- Греческий:
  - Τάχιστη αλώπηξ βαφής ψημένη γη, δρασκελίζει υπέρ νωθρού κυνός
    - Быстро окрашенная кормовая обожженная земля, действует на пользу вялой собаке.

  - Γαζίες καὶ μυρτιὲς δὲν θὰ βρῶ πιὰ στὸ χρυσαφὶ ξέφωτο
  - Ξεσκεπάζω τὴν ψυχοφθόρα βδελυγμία.
  - Ζαφείρι δέξου πάγκαλο, βαθῶν ψυχῆς τὸ σῆμα.
- Грузинский
  - გვიპყრობდა კვამლი, ჩიტებს გაჰქონდათ ჟღურტული ზეცაში, ძილს უფრთხობს ჭიქების ჯახუნი მიწებში
    - Нас окутал дым, птиц увлекло щебетание в небе, сон тревожит стук стекол о землю.
- Ирландский:
  - Chuaigh bé mhórshách le dlúthspád fíorfhinn trí hata mo dhea-phorcáin bhig.
    - Очень довольная женщина пошла с действительно белой лопатой через шляпу моей маленькой хорошо упитанной свиньи.
- Испанский[8]:
  - Quiere la boca exhausta vid, kiwi, piña y fugaz jamón.
    - Измученный рот хочет вина, киви, ананаса и мимолетной ветчины.

  - Fabio me exige, sin tapujos, que añada cerveza al whisky.
    - Фабио потребовал у меня, без обиняков, чтобы я добавил пиво в виски.

  - El veloz murciélago hindú comía feliz cardillo y kiwi. La cigüeña tocaba el saxofón detrás del palenque de paja.
    - Быстрая летучая мышь-индус счастливо ела чертополох и киви. Аист играл на саксофоне за театром из сена.
- Итальянский:
  - Pranzo d’acqua fa volti sghembi
  - Quel fez sghembo copre davanti
  - Pochi sforzan quel gambo di vite
  - Qualche vago ione tipo zolfo, bromo, sodio
- Итальянский алфавит не содержит букв латинского алфавита j, k, w, x, y, однако они могут присутствовать в заимствованных словах, панграмма для этого случая:
  - Quel vituperabile xenofobo zelante assaggia il whisky ed esclama: alleluja!
    - Этот презренный рьяный ксенофоб пробует виски и восклицает: аллилуйя!
- Каталанский[11]
  - Jove xef, porti whisky amb quinze glaçons d'hidrogen, coi!
    - Молодой шеф, принесите виски с пятнадцатью кубиками водорода, чёрт возьми!

  - El fal·laç pingüí zoòfob menja un yg d'haixix, roques i kiwis covats.
    - Заблуждающийся пингвин-зоофоб съедает грамм гашиша, камней и вылупившихся киви.
- Корейский
  - 키스의 고유조건은 입술끼리 만나야 하고 특별한 기술은 필요치 않다.
    - Основное условие поцелуя — соприкасание губ, особых навыков не требуется.
- Латынь:
  - Gaza frequens Lybicum duxit Karthago triumphum.
    - Сокровищница ливийцев полна: Карфаген возглавил триумфальное шествие.
- Латышский:
  - Glāžšķūņa rūķīši dzērumā čiepj Baha koncertflīģeļu vākus.
    - Гномики, живущие в стеклянном сарае, по пьяни тырят крышки от роялей Баха.

  - Ķieģeļu cepējs Edgars Buls fraku un hūti žāvē uz čīkstošām eņģēm.
    - Обжигальщик кирпича Эдгар Буль сушит фрак и шляпу на поскрипывающих петлях.

  - Četri psihi faķīri vēlu vakarā zāģēja guļbūvei durvis, fonā šņācot mežam.
    - Четверо факиров-психов поздним вечером пилили двери сруба, пока на фоне шелестел лес.
- Литовский[12]:
  - Įlinkdama fechtuotojo špaga sublykčiojusi pragręžė apvalų arbūzą.
    - При изгибе шпага фехтовальщика просверлила круглый арбуз.
- Ложбан:
  - .o’i mu xagji sofybakni cu zvati le purdi
    - Осторожно! Пять голодных советских коров находятся в саду!
- Немецкий[8]:
  - Zwei Boxkämpfer jagen Eva quer durch Sylt.
    - Два боксёра гоняются за Евой по всему Зильту.

  - Mylord Schwejk quizt Express ab Ravigsfen.
    - Милорд Швейк несётся в экспрессе с Равигсфена.

  - Franz jagt im komplett verwahrlosten Taxi quer durch Bayern.
    - Франц несётся в раздолбанном такси через всю Баварию.
- Польский:
  - Pchnąć w tę łódź jeża lub ośm skrzyń fig.
    - Положить в эту лодку ежа либо восемь ящиков фиг.

  - Pójdźże, kiń tę chmurność w głąb flaszy!
    - Давай, брось свою тоску на дно бутылки!

  - Mężny bądź, chroń pułk twój i sześć flag.
    - Будь храбрым, защищай полк свой и шесть флагов.

  - Stróż pchnął kość w quiz gędźb vel fax myjń. (все буквы)
    - Сторож сунул костяшку в викторину музик или факс.
- Румынский[12]:
  - Gheorghe, obezul, a reușit să obțină jucându-se un flux în Quebec de o mie kilowațioră.
- Сербский:
  - Због њих смрдљив ђак Џеф штанцује жлепчић.
- Словацкий:
  - Nezvyčajné kŕdle šťastných figliarskych ďatľov učia pri kótovanom ústí Váhu mĺkveho koňa Waldemara obžierať väčšie kusy exkluzívnej kôry.
- Португальский:
  - Bancos fúteis pagavam-lhe queijo, whisky e xadrez.
    - Бесполезные банки платили ему сыром, виски и шахматами.

  - À noite, vovô Kowalsky vê o ímã cair no pé do pinguim queixoso e vovó põe açúcar no chá de tâmaras do jabuti feliz.
    - Вечером дед Ковальский видит, как магнит падает на ногу ворчливого пингвина, а бабушка кладёт сахар в чай из фиников счастливой черепахи.
- Удмуртский
  - Ӝӧк вылын йӧл сӥяз, бадӟым ӵуж толэзь ӝужаз — юнме пияш утчаз ф, х, ц, щ гожпусъёсын удмурт кылъёсты.[13]
    - На столе молоко остыло, большая жёлтая луна взошла — напрасно парень искал удмуртские слова с буквами ф, х, ц, щ.
- Украинский[14]:
  - Чуєш їх, доцю, га? Кумедна ж ти, прощайся без ґольфів!
    - Слышишь их, дочка, а? Забавная же ты, прощайся без гольфов!

  - Жебракують філософи при ґанку церкви в Гадячі, ще й шатро їхнє п’яне знаємо.
    - Попрошайничают философы при крыльце церкви в Гадяче, ещё и шатёр их пьяный мы знаем.

  - Гей, хлопці, не вспію — на ґанку ваша файна їжа знищується бурундучком.
    - Эй, ребята, не успею — на крыльце ваша хорошая еда уничтожается бурундучком.
- Французский[8]:
  - Portez ce vieux whisky au juge blond qui fume (без диакритических знаков и лигатур)
    - Отнесите этот старый виски судье-блондину, который курит.

  - Dès Noël où un zéphyr haï me vêt de glaçons würmiens je dîne d’exquis rôtis de bœuf au kir à l’aÿ d’âge mûr & cætera !
    - С Рождества, когда ненавистный зефир одевает меня с кубиками вюрмского льда, я ужинаю изысканным ростбифом с киром в возрасте зрелости и так далее.
- Хинди[15]:
  - ऋषियों को सताने वाले दुष्ट राक्षसों के राजा रावण का सर्वनाश करने वाले विष्णुवतार भगवान श्रीराम, अयोध्या के महाराज दशरथ के बड़े सपुत्र थे।
- Чешский[8]:
  - Příliš žluťoučký kůň úpěl ďábelské ódy.
    - Слишком жёлтенький конь выл дьявольские оды.
- Эсперанто:
  - Laŭ Ludoviko Zamenhof bongustas freŝa ĉeĥa manĝaĵo kun spicoj.
    - Если верить Людвику Заменгофу, вкусна свежая чешская еда с приправами.

  - Gajecvoĉa fuŝmuĝaĵo de knabĥoro haltpaŭzis.
    - Весёлое фальшивое мычание хора мальчиков приостановилось.
- Японский:
  - «Ироха»[16], полный текст стихотворения: いろはにほへと ちりぬるを わかよたれそ つねならむ うゐのおくやま けふこえて あさきゆめみし ゑひもせす.

## Панграммы в литературе
Панграмма The quick brown fox… и поиски более короткой панграммы лежат в основе сюжета романа Марка Данна «Элла Минноу Пи». Поиск успешно завершается с нахождением англ. Pack my box with five dozen liquor jugs.

## Панграммы в математике
Если взять без повторений цифры {\displaystyle 0,1,2,3,4,5,6,7,8,9} и знаки {\displaystyle +,-,*,/,=}, то примерами панграмм будут верные равенства {\displaystyle 0/1234=5+67-8*9} и {\displaystyle 1+2-3=45/6789*0}